# Gandawa-Wevelgem 2025
Gandawa-Wevelgem 2025 – 87. edycja wyścigu kolarskiego Gandawa-Wevelgem, która odbyła się 30 marca 2025 na liczącej ponad 250 kilometrów trasie z Ieper do Wevelgem. Impreza kategorii 1.UWT była częścią UCI World Tour 2025.

## Uczestnicy

### Drużyny
| WorldTeams (18)- Arkéa-B&B Hotels - Alpecin-Deceuninck - Bahrain-Victorious - Cofidis - Decathlon AG2R La Mondiale Team - EF Education-EasyPost - Groupama-FDJ - Ineos Grenadiers - Intermarché-Wanty - Lidl-Trek - Movistar Team - Red Bull-BORA-hansgrohe - Soudal Quick-Step - Team Jayco AlUla - Team Picnic-PostNL - Team Visma \| Lease a Bike - UAE Team Emirates XRG - XDS Astana Team ProTeams (7)- Lotto - Israel-Premier Tech - Q36.5 Pro Cycling Team - Uno-X Mobility - Team Flanders-Baloise - Tudor Pro Cycling Team - Team TotalEnergies |
| |

### Lista startowa
| Lidl-Trek LTK                                     | Lidl-Trek LTK        | Lidl-Trek LTK |
| ------------------------------------------------- | -------------------- | ------------- |
| Nr                                                | Kolarz               | Miejsce       |
| 1                                                 | Mads Pedersen (DEN)  | 1.            |
| 2                                                 | Daan Hoole (NED)     | DNF           |
| 3                                                 | Alex Kirsch (LUX)    | 36.           |
| 4                                                 | Jonathan Milan (ITA) | 3.            |
| 5                                                 | Jasper Stuyven (BEL) | 43.           |
| 6                                                 | Toms Skujiņš (LAT)   | 46.           |
| 7                                                 | Mathias Vacek (CZE)  | DNF           |
| Dyrektor sportowy : Steven De Jongh, Grégory Rast |                      |               |

| UAE Team Emirates XRG UAD                        | UAE Team Emirates XRG UAD   | UAE Team Emirates XRG UAD |
| ------------------------------------------------ | --------------------------- | ------------------------- |
| Nr                                               | Kolarz                      | Miejsce                   |
| 11                                               | Tim Wellens (BEL)           | 37.                       |
| 12                                               | Mikkel Bjerg (DEN)          | 50.                       |
| 13                                               | Juan Sebastián Molano (COL) | DNF                       |
| 14                                               | Rui Oliveira (POR)          | 66.                       |
| 15                                               | Nils Politt (GER)           | 34.                       |
| 16                                               | Florian Vermeersch (BEL)    | 23.                       |
| 17                                               | Filippo Baroncini (ITA)     | DNF                       |
| Dyrektor sportowy : Fabio Baldato, Marco Marcato |                             |                           |

| Alpecin-Deceuninck ADC                                    | Alpecin-Deceuninck ADC      | Alpecin-Deceuninck ADC |
| --------------------------------------------------------- | --------------------------- | ---------------------- |
| Nr                                                        | Kolarz                      | Miejsce                |
| 21                                                        | Jasper Philipsen (BEL)      | 44.                    |
| 22                                                        | Robbe Ghys (BEL)            | DNF                    |
| 23                                                        | Timo Kielich (BEL)          | 47.                    |
| 24                                                        | Fabio Van den Bossche (BEL) | 82.                    |
| 25                                                        | Jonas Rickaert (BEL)        | 64.                    |
| 26                                                        | Gianni Vermeersch (BEL)     | 83.                    |
| 27                                                        | Silvan Dillier (SUI)        | DNF                    |
| Dyrektor sportowy : Christoph Roodhooft, Frederik Willems |                             |                        |

| Soudal Quick-Step SOQ                       | Soudal Quick-Step SOQ     | Soudal Quick-Step SOQ |
| ------------------------------------------- | ------------------------- | --------------------- |
| Nr                                          | Kolarz                    | Miejsce               |
| 31                                          | Tim Merlier (BEL) (szosa) | 2.                    |
| 32                                          | Paul Magnier (FRA)        | 38.                   |
| 33                                          | Yves Lampaert (BEL)       | 51.                   |
| 34                                          | Luke Lamperti (USA)       | DNF                   |
| 35                                          | Louis Vervaeke (BEL)      | 67.                   |
| 36                                          | Bert Van Lerberghe (BEL)  | 52.                   |
| 37                                          | Warre Vangheluwe (BEL)    | DNF                   |
| Dyrektor sportowy : Tom Steels, Iljo Keisse |                           |                       |

| Intermarché-Wanty IWA                            | Intermarché-Wanty IWA           | Intermarché-Wanty IWA |
| ------------------------------------------------ | ------------------------------- | --------------------- |
| Nr                                               | Kolarz                          | Miejsce               |
| 41                                               | Biniam Girmay (ERI)             | 7.                    |
| 42                                               | Roel van Sintmaartensdijk (NED) | 93.                   |
| 43                                               | Vito Braet (BEL)                | 94.                   |
| 44                                               | Hugo Page (FRA)                 | DNF                   |
| 45                                               | Adrien Petit (FRA)              | DNF                   |
| 46                                               | Laurenz Rex (BEL)               | 10.                   |
| 47                                               | Jonas Rutsch (GER)              | 88.                   |
| Dyrektor sportowy : Dimitri Claeys, Aike Visbeek |                                 |                       |

| Ineos Grenadiers IGD                            | Ineos Grenadiers IGD   | Ineos Grenadiers IGD |
| ----------------------------------------------- | ---------------------- | -------------------- |
| Nr                                              | Kolarz                 | Miejsce              |
| 51                                              | Salvatore Puccio (ITA) | DNF                  |
| 52                                              | Tobias Foss (NOR)      | 77.                  |
| 53                                              | Bob Jungels (LUX)      | DNF                  |
| 54                                              | Connor Swift (GBR)     | 72.                  |
| 55                                              | Joshua Tarling (GBR)   | 49.                  |
| 56                                              | Ben Turner (GBR)       | 25.                  |
| 57                                              | Samuel Watson (GBR)    | 91.                  |
| Dyrektor sportowy : Imanol Erviti, Ian Stannard |                        |                      |

| Team Visma \| Lease a Bike TVL                      | Team Visma \| Lease a Bike TVL | Team Visma \| Lease a Bike TVL |
| --------------------------------------------------- | ------------------------------ | ------------------------------ |
| Nr                                                  | Kolarz                         | Miejsce                        |
| 61                                                  | Olav Kooij (NED)               | DNF                            |
| 62                                                  | Daniel McLay (GBR)             | DNF                            |
| 63                                                  | Victor Campenaerts (BEL)       | 41.                            |
| 64                                                  | Tosh Van der Sande (BEL)       | 78.                            |
| 65                                                  | Tiesj Benoot (BEL)             | 19.                            |
| 66                                                  | Matteo Jorgenson (USA)         | 30.                            |
| 67                                                  | Julien Vermote (BEL)           | 87.                            |
| Dyrektor sportowy : Richard Plugge, Maarten Wynants |                                |                                |

| EF Education-EasyPost EFE                        | EF Education-EasyPost EFE | EF Education-EasyPost EFE |
| ------------------------------------------------ | ------------------------- | ------------------------- |
| Nr                                               | Kolarz                    | Miejsce                   |
| 71                                               | Vincenzo Albanese (ITA)   | DNF                       |
| 72                                               | Harry Sweeny (AUS)        | 53.                       |
| 73                                               | Owain Doull (GBR)         | 28.                       |
| 74                                               | Madis Mihkels (EST)       | 14.                       |
| 75                                               | Jack Rootkin-Gray (GBR)   | DNF                       |
| 76                                               | Yuhi Todome (JPN)         | DNF                       |
| 77                                               | Max Walker (GBR)          | 79.                       |
| Dyrektor sportowy : Andreas Klier, Ken Vanmarcke |                           |                           |

| Bahrain Victorious TBV                            | Bahrain Victorious TBV    | Bahrain Victorious TBV |
| ------------------------------------------------- | ------------------------- | ---------------------- |
| Nr                                                | Kolarz                    | Miejsce                |
| 81                                                | Matej Mohorič (SLO)       | DNF                    |
| 82                                                | Phil Bauhaus (GER)        | DNF                    |
| 83                                                | Alberto Bruttomesso (ITA) | DNF                    |
| 84                                                | Kamil Gradek (POL)        | 90.                    |
| 85                                                | Andrea Pasqualon (ITA)    | 68.                    |
| 86                                                | Robert Stannard (AUS)     | DNF                    |
| 87                                                | Fred Wright (GBR)         | 56.                    |
| Dyrektor sportowy : Aart Vierhouten, Michał Gołaś |                           |                        |

| Arkéa-B&B Hotels ARK                                  | Arkéa-B&B Hotels ARK  | Arkéa-B&B Hotels ARK |
| ----------------------------------------------------- | --------------------- | -------------------- |
| Nr                                                    | Kolarz                | Miejsce              |
| 91                                                    | Arnaud Démare (FRA)   | 59.                  |
| 92                                                    | Amaury Capiot (BEL)   | DNF                  |
| 93                                                    | Léandre Lozouet (FRA) | DNF                  |
| 94                                                    | Donavan Grondin (FRA) | DNF                  |
| 95                                                    | Miles Scotson (AUS)   | DNF                  |
| 96                                                    | Giosuè Epis (ITA)     | DNF                  |
| 97                                                    | Pierre Thierry (FRA)  | DNF                  |
| Dyrektor sportowy : Sébastien Hinault, Mickael Leveau |                       |                      |

| Cofidis COF                                            | Cofidis COF             | Cofidis COF |
| ------------------------------------------------------ | ----------------------- | ----------- |
| Nr                                                     | Kolarz                  | Miejsce     |
| 101                                                    | Aimé De Gendt (BEL)     | 26.         |
| 102                                                    | Eddy Finé (FRA)         | DNF         |
| 103                                                    | Clément Izquierdo (FRA) | DNF         |
| 104                                                    | Sam Maisonobe (FRA)     | 33.         |
| 105                                                    | Alexis Renard (FRA)     | DNF         |
| 106                                                    | Ludovic Robeet (BEL)    | 70.         |
| 107                                                    | Jan Maas (NED)          | DNF         |
| Dyrektor sportowy : Jimmy Engoulvent, Thierry Marichal |                         |             |

| Decathlon-AG2R La Mondiale DAT                              | Decathlon-AG2R La Mondiale DAT | Decathlon-AG2R La Mondiale DAT |
| ----------------------------------------------------------- | ------------------------------ | ------------------------------ |
| Nr                                                          | Kolarz                         | Miejsce                        |
| 111                                                         | Oliver Naesen (BEL)            | 21.                            |
| 112                                                         | Dries De Bondt (BEL)           | 22.                            |
| 113                                                         | Sander De Pestel (BEL)         | 35.                            |
| 114                                                         | Oscar Chamberlain (AUS)        | DNF                            |
| 115                                                         | Tord Gudmestad (NOR)           | DNF                            |
| 116                                                         | Stefan Bissegger (SUI)         | 29.                            |
| 117                                                         | Sam Bennett (IRL)              | DNF                            |
| Dyrektor sportowy : Julien Jurdie, Luke Rowe, Didier Jannel |                                |                                |

| Groupama-FDJ GFC                     | Groupama-FDJ GFC        | Groupama-FDJ GFC |
| ------------------------------------ | ----------------------- | ---------------- |
| Nr                                   | Kolarz                  | Miejsce          |
| 121                                  | Valentin Madouas (FRA)  | 32.              |
| 122                                  | Cyril Barthe (FRA)      | 60.              |
| 123                                  | Johan Jacobs (SUI)      | DNF              |
| 124                                  | Olivier Le Gac (FRA)    | 65.              |
| 125                                  | Sven Erik Bystrøm (NOR) | DNF              |
| 126                                  | Paul Penhoët (FRA)      | 86.              |
| 127                                  | Clément Russo (FRA)     | 13.              |
| Dyrektor sportowy : Frédéric Guesdon |                         |                  |

| Movistar Team MOV                    | Movistar Team MOV         | Movistar Team MOV |
| ------------------------------------ | ------------------------- | ----------------- |
| Nr                                   | Kolarz                    | Miejsce           |
| 131                                  | Carlos Canal (ESP)        | 20.               |
| 132                                  | Jon Barrenetxea (ESP)     | DNF               |
| 133                                  | Davide Cimolai (ITA)      | DNF               |
| 134                                  | Iván García Cortina (ESP) | 24.               |
| 135                                  | Orluis Aular (VEN)        | DNF               |
| 136                                  | Iván Romeo (ESP)          | DNF               |
| 137                                  | Manlio Moro (ITA)         | 95.               |
| Dyrektor sportowy : Jürgen Roelandts |                           |                   |

| Red Bull-Bora-Hansgrohe RBH | Red Bull-Bora-Hansgrohe RBH | Red Bull-Bora-Hansgrohe RBH |
| --------------------------- | --------------------------- | --------------------------- |
| Nr                          | Kolarz                      | Miejsce                     |
| 141                         | Jordi Meeus (BEL)           | 9.                          |
| 142                         | Gianni Moscon (ITA)         | DNF                         |
| 143                         | Ryan Mullen (IRL)           | DNF                         |
| 144                         | Laurence Pithie (NZL)       | 27.                         |
| 145                         | Mick van Dijke (NED)        | 76.                         |
| 146                         | Tim van Dijke (NED)         | 84.                         |
| 147                         | Danny van Poppel (NED)      | DNF                         |

| Team Jayco AlUla JAY | Team Jayco AlUla JAY   | Team Jayco AlUla JAY |
| -------------------- | ---------------------- | -------------------- |
| Nr                   | Kolarz                 | Miejsce              |
| 151                  | Michael Matthews (AUS) | 39.                  |
| 152                  | Robert Donaldson (GBR) | DNF                  |
| 153                  | Patrick Gamper (AUT)   | DNF                  |
| 154                  | Kelland O’Brien (AUS)  | DNF                  |
| 155                  | Elmar Reinders (NED)   | DNF                  |
| 156                  | Max Walscheid (GER)    | 55.                  |
| 157                  | Jasha Sütterlin (GER)  | DNF                  |

| Team Picnic-PostNL TPP | Team Picnic-PostNL TPP     | Team Picnic-PostNL TPP |
| ---------------------- | -------------------------- | ---------------------- |
| Nr                     | Kolarz                     | Miejsce                |
| 161                    | John Degenkolb (GER)       | 11.                    |
| 162                    | Alexander Edmondson (AUS)  | DNF                    |
| 163                    | Casper van Uden (NED)      | 57.                    |
| 164                    | Sean Flynn (GBR)           | 74.                    |
| 165                    | Enzo Leijnse (NED)         | DNF                    |
| 166                    | Tobias Lund Andresen (DEN) | DNF                    |
| 167                    | Niklas Märkl (GER)         | DNF                    |

| XDS Astana Team XAT | XDS Astana Team XAT      | XDS Astana Team XAT |
| ------------------- | ------------------------ | ------------------- |
| Nr                  | Kolarz                   | Miejsce             |
| 171                 | Davide Ballerini (ITA)   | 6.                  |
| 172                 | Cees Bol (NED)           | 71.                 |
| 173                 | Aaron Gate (NZL)         | 61.                 |
| 174                 | Michele Gazzoli (ITA)    | DNF                 |
| 175                 | Max Kanter (GER)         | DNF                 |
| 176                 | Jewgienij Fiodorow (KAZ) | 18.                 |
| 177                 | Mike Teunissen (NED)     | 16.                 |

| Lotto LOT | Lotto LOT                   | Lotto LOT |
| --------- | --------------------------- | --------- |
| Nr        | Kolarz                      | Miejsce   |
| 181       | Arnaud De Lie (BEL) (szosa) | DNF       |
| 182       | Jenno Berckmoes (BEL)       | 8.        |
| 183       | Sébastien Grignard (BEL)    | DNF       |
| 184       | Alec Segaert (BEL)          | 45.       |
| 185       | Arjen Livyns (BEL)          | 42.       |
| 186       | Brent Van Moer (BEL)        | 31.       |
| 187       | Joshua Giddings (GBR)       | DNF       |

| Israel-Premier Tech IPT | Israel-Premier Tech IPT   | Israel-Premier Tech IPT |
| ----------------------- | ------------------------- | ----------------------- |
| Nr                      | Kolarz                    | Miejsce                 |
| 191                     | Hugo Hofstetter (FRA)     | 5.                      |
| 193                     | Guillaume Boivin (CAN)    | DNF                     |
| 194                     | Pier-André Côté (CAN)     | DNF                     |
| 195                     | Riley Pickrell (CAN)      | 80.                     |
| 196                     | Matis Louvel (FRA)        | 17.                     |
| 197                     | Michael Schwarzmann (GER) | DNF                     |
| 198                     | Tom Van Asbroeck (BEL)    | 73.                     |

| Q36.5 Pro Cycling Team Q36 | Q36.5 Pro Cycling Team Q36  | Q36.5 Pro Cycling Team Q36 |
| -------------------------- | --------------------------- | -------------------------- |
| Nr                         | Kolarz                      | Miejsce                    |
| 201                        | Giacomo Nizzolo (ITA)       | DNF                        |
| 202                        | David González López (ESP)  | DNF                        |
| 203                        | Emīls Liepiņš (LAT) (szosa) | 63.                        |
| 204                        | Kamil Małecki (POL)         | DNF                        |
| 205                        | Nicolò Parisini (ITA)       | DNF                        |
| 206                        | Jannik Steimle (GER)        | 85.                        |
| 207                        | Rory Townsend (IRL)         | DNF                        |

| Team Flanders-Baloise TFB | Team Flanders-Baloise TFB | Team Flanders-Baloise TFB |
| ------------------------- | ------------------------- | ------------------------- |
| Nr                        | Kolarz                    | Miejsce                   |
| 211                       | Victor Vercouillie (BEL)  | DNF                       |
| 212                       | Jules Hesters (BEL)       | DNF                       |
| 213                       | Milan Lanhove (BEL)       | DNF                       |
| 214                       | Noah Vandenbranden (BEL)  | DNF                       |
| 215                       | Yentl Vandevelde (BEL)    | DNF                       |
| 216                       | Ward Vanhoof (BEL)        | 89.                       |
| 217                       | Alex Colman (BEL)         | 75.                       |

| Team TotalEnergies TEN | Team TotalEnergies TEN  | Team TotalEnergies TEN |
| ---------------------- | ----------------------- | ---------------------- |
| Nr                     | Kolarz                  | Miejsce                |
| 221                    | Anthony Turgis (FRA)    | 12.                    |
| 222                    | Sandy Dujardin (FRA)    | DNF                    |
| 223                    | Thomas Gachignard (FRA) | DNF                    |
| 224                    | Émilien Jeannière (FRA) | DNF                    |
| 225                    | Samuel Leroux (FRA)     | 62.                    |
| 226                    | Lorrenzo Manzin (FRA)   | DNF                    |
| 227                    | Alexys Brunel (FRA)     | 81.                    |

| Tudor Pro Cycling Team TUD | Tudor Pro Cycling Team TUD | Tudor Pro Cycling Team TUD |
| -------------------------- | -------------------------- | -------------------------- |
| Nr                         | Kolarz                     | Miejsce                    |
| 231                        | Matteo Trentin (ITA)       | 15.                        |
| 232                        | Marco Haller (AUT)         | 48.                        |
| 233                        | Petr Kelemen (CZE)         | DNF                        |
| 234                        | Fabian Lienhard (SUI)      | 92.                        |
| 235                        | Marius Mayrhofer (GER)     | DNF                        |
| 236                        | Arthur Kluckers (LUX)      | DNF                        |
| 237                        | Maikel Zijlaard (NED)      | DNF                        |

| Uno-X Mobility UXM | Uno-X Mobility UXM          | Uno-X Mobility UXM |
| ------------------ | --------------------------- | ------------------ |
| Nr                 | Kolarz                      | Miejsce            |
| 241                | Alexander Kristoff (NOR)    | 4.                 |
| 242                | Søren Wærenskjold (NOR)     | DNF                |
| 243                | William Blume Levy (DEN)    | DNF                |
| 244                | Rasmus Tiller (NOR)         | 54.                |
| 245                | Erik Nordsæter Resell (NOR) | 58.                |
| 246                | Anders Skaarseth (NOR)      | 69.                |
| 247                | Jonas Abrahamsen (NOR)      | 40.                |

| Lidl-Trek LTK                                     | Lidl-Trek LTK        | Lidl-Trek LTK |
| ------------------------------------------------- | -------------------- | ------------- |
| Nr                                                | Kolarz               | Miejsce       |
| 1                                                 | Mads Pedersen (DEN)  | 1.            |
| 2                                                 | Daan Hoole (NED)     | DNF           |
| 3                                                 | Alex Kirsch (LUX)    | 36.           |
| 4                                                 | Jonathan Milan (ITA) | 3.            |
| 5                                                 | Jasper Stuyven (BEL) | 43.           |
| 6                                                 | Toms Skujiņš (LAT)   | 46.           |
| 7                                                 | Mathias Vacek (CZE)  | DNF           |
| Dyrektor sportowy : Steven De Jongh, Grégory Rast |                      |               |

| UAE Team Emirates XRG UAD                        | UAE Team Emirates XRG UAD   | UAE Team Emirates XRG UAD |
| ------------------------------------------------ | --------------------------- | ------------------------- |
| Nr                                               | Kolarz                      | Miejsce                   |
| 11                                               | Tim Wellens (BEL)           | 37.                       |
| 12                                               | Mikkel Bjerg (DEN)          | 50.                       |
| 13                                               | Juan Sebastián Molano (COL) | DNF                       |
| 14                                               | Rui Oliveira (POR)          | 66.                       |
| 15                                               | Nils Politt (GER)           | 34.                       |
| 16                                               | Florian Vermeersch (BEL)    | 23.                       |
| 17                                               | Filippo Baroncini (ITA)     | DNF                       |
| Dyrektor sportowy : Fabio Baldato, Marco Marcato |                             |                           |

| Alpecin-Deceuninck ADC                                    | Alpecin-Deceuninck ADC      | Alpecin-Deceuninck ADC |
| --------------------------------------------------------- | --------------------------- | ---------------------- |
| Nr                                                        | Kolarz                      | Miejsce                |
| 21                                                        | Jasper Philipsen (BEL)      | 44.                    |
| 22                                                        | Robbe Ghys (BEL)            | DNF                    |
| 23                                                        | Timo Kielich (BEL)          | 47.                    |
| 24                                                        | Fabio Van den Bossche (BEL) | 82.                    |
| 25                                                        | Jonas Rickaert (BEL)        | 64.                    |
| 26                                                        | Gianni Vermeersch (BEL)     | 83.                    |
| 27                                                        | Silvan Dillier (SUI)        | DNF                    |
| Dyrektor sportowy : Christoph Roodhooft, Frederik Willems |                             |                        |

| Soudal Quick-Step SOQ                       | Soudal Quick-Step SOQ     | Soudal Quick-Step SOQ |
| ------------------------------------------- | ------------------------- | --------------------- |
| Nr                                          | Kolarz                    | Miejsce               |
| 31                                          | Tim Merlier (BEL) (szosa) | 2.                    |
| 32                                          | Paul Magnier (FRA)        | 38.                   |
| 33                                          | Yves Lampaert (BEL)       | 51.                   |
| 34                                          | Luke Lamperti (USA)       | DNF                   |
| 35                                          | Louis Vervaeke (BEL)      | 67.                   |
| 36                                          | Bert Van Lerberghe (BEL)  | 52.                   |
| 37                                          | Warre Vangheluwe (BEL)    | DNF                   |
| Dyrektor sportowy : Tom Steels, Iljo Keisse |                           |                       |

| Intermarché-Wanty IWA                            | Intermarché-Wanty IWA           | Intermarché-Wanty IWA |
| ------------------------------------------------ | ------------------------------- | --------------------- |
| Nr                                               | Kolarz                          | Miejsce               |
| 41                                               | Biniam Girmay (ERI)             | 7.                    |
| 42                                               | Roel van Sintmaartensdijk (NED) | 93.                   |
| 43                                               | Vito Braet (BEL)                | 94.                   |
| 44                                               | Hugo Page (FRA)                 | DNF                   |
| 45                                               | Adrien Petit (FRA)              | DNF                   |
| 46                                               | Laurenz Rex (BEL)               | 10.                   |
| 47                                               | Jonas Rutsch (GER)              | 88.                   |
| Dyrektor sportowy : Dimitri Claeys, Aike Visbeek |                                 |                       |

| Ineos Grenadiers IGD                            | Ineos Grenadiers IGD   | Ineos Grenadiers IGD |
| ----------------------------------------------- | ---------------------- | -------------------- |
| Nr                                              | Kolarz                 | Miejsce              |
| 51                                              | Salvatore Puccio (ITA) | DNF                  |
| 52                                              | Tobias Foss (NOR)      | 77.                  |
| 53                                              | Bob Jungels (LUX)      | DNF                  |
| 54                                              | Connor Swift (GBR)     | 72.                  |
| 55                                              | Joshua Tarling (GBR)   | 49.                  |
| 56                                              | Ben Turner (GBR)       | 25.                  |
| 57                                              | Samuel Watson (GBR)    | 91.                  |
| Dyrektor sportowy : Imanol Erviti, Ian Stannard |                        |                      |

| Team Visma \| Lease a Bike TVL                      | Team Visma \| Lease a Bike TVL | Team Visma \| Lease a Bike TVL |
| --------------------------------------------------- | ------------------------------ | ------------------------------ |
| Nr                                                  | Kolarz                         | Miejsce                        |
| 61                                                  | Olav Kooij (NED)               | DNF                            |
| 62                                                  | Daniel McLay (GBR)             | DNF                            |
| 63                                                  | Victor Campenaerts (BEL)       | 41.                            |
| 64                                                  | Tosh Van der Sande (BEL)       | 78.                            |
| 65                                                  | Tiesj Benoot (BEL)             | 19.                            |
| 66                                                  | Matteo Jorgenson (USA)         | 30.                            |
| 67                                                  | Julien Vermote (BEL)           | 87.                            |
| Dyrektor sportowy : Richard Plugge, Maarten Wynants |                                |                                |

| EF Education-EasyPost EFE                        | EF Education-EasyPost EFE | EF Education-EasyPost EFE |
| ------------------------------------------------ | ------------------------- | ------------------------- |
| Nr                                               | Kolarz                    | Miejsce                   |
| 71                                               | Vincenzo Albanese (ITA)   | DNF                       |
| 72                                               | Harry Sweeny (AUS)        | 53.                       |
| 73                                               | Owain Doull (GBR)         | 28.                       |
| 74                                               | Madis Mihkels (EST)       | 14.                       |
| 75                                               | Jack Rootkin-Gray (GBR)   | DNF                       |
| 76                                               | Yuhi Todome (JPN)         | DNF                       |
| 77                                               | Max Walker (GBR)          | 79.                       |
| Dyrektor sportowy : Andreas Klier, Ken Vanmarcke |                           |                           |

| Bahrain Victorious TBV                            | Bahrain Victorious TBV    | Bahrain Victorious TBV |
| ------------------------------------------------- | ------------------------- | ---------------------- |
| Nr                                                | Kolarz                    | Miejsce                |
| 81                                                | Matej Mohorič (SLO)       | DNF                    |
| 82                                                | Phil Bauhaus (GER)        | DNF                    |
| 83                                                | Alberto Bruttomesso (ITA) | DNF                    |
| 84                                                | Kamil Gradek (POL)        | 90.                    |
| 85                                                | Andrea Pasqualon (ITA)    | 68.                    |
| 86                                                | Robert Stannard (AUS)     | DNF                    |
| 87                                                | Fred Wright (GBR)         | 56.                    |
| Dyrektor sportowy : Aart Vierhouten, Michał Gołaś |                           |                        |

| Arkéa-B&B Hotels ARK                                  | Arkéa-B&B Hotels ARK  | Arkéa-B&B Hotels ARK |
| ----------------------------------------------------- | --------------------- | -------------------- |
| Nr                                                    | Kolarz                | Miejsce              |
| 91                                                    | Arnaud Démare (FRA)   | 59.                  |
| 92                                                    | Amaury Capiot (BEL)   | DNF                  |
| 93                                                    | Léandre Lozouet (FRA) | DNF                  |
| 94                                                    | Donavan Grondin (FRA) | DNF                  |
| 95                                                    | Miles Scotson (AUS)   | DNF                  |
| 96                                                    | Giosuè Epis (ITA)     | DNF                  |
| 97                                                    | Pierre Thierry (FRA)  | DNF                  |
| Dyrektor sportowy : Sébastien Hinault, Mickael Leveau |                       |                      |

| Cofidis COF                                            | Cofidis COF             | Cofidis COF |
| ------------------------------------------------------ | ----------------------- | ----------- |
| Nr                                                     | Kolarz                  | Miejsce     |
| 101                                                    | Aimé De Gendt (BEL)     | 26.         |
| 102                                                    | Eddy Finé (FRA)         | DNF         |
| 103                                                    | Clément Izquierdo (FRA) | DNF         |
| 104                                                    | Sam Maisonobe (FRA)     | 33.         |
| 105                                                    | Alexis Renard (FRA)     | DNF         |
| 106                                                    | Ludovic Robeet (BEL)    | 70.         |
| 107                                                    | Jan Maas (NED)          | DNF         |
| Dyrektor sportowy : Jimmy Engoulvent, Thierry Marichal |                         |             |

| Decathlon-AG2R La Mondiale DAT                              | Decathlon-AG2R La Mondiale DAT | Decathlon-AG2R La Mondiale DAT |
| ----------------------------------------------------------- | ------------------------------ | ------------------------------ |
| Nr                                                          | Kolarz                         | Miejsce                        |
| 111                                                         | Oliver Naesen (BEL)            | 21.                            |
| 112                                                         | Dries De Bondt (BEL)           | 22.                            |
| 113                                                         | Sander De Pestel (BEL)         | 35.                            |
| 114                                                         | Oscar Chamberlain (AUS)        | DNF                            |
| 115                                                         | Tord Gudmestad (NOR)           | DNF                            |
| 116                                                         | Stefan Bissegger (SUI)         | 29.                            |
| 117                                                         | Sam Bennett (IRL)              | DNF                            |
| Dyrektor sportowy : Julien Jurdie, Luke Rowe, Didier Jannel |                                |                                |

| Groupama-FDJ GFC                     | Groupama-FDJ GFC        | Groupama-FDJ GFC |
| ------------------------------------ | ----------------------- | ---------------- |
| Nr                                   | Kolarz                  | Miejsce          |
| 121                                  | Valentin Madouas (FRA)  | 32.              |
| 122                                  | Cyril Barthe (FRA)      | 60.              |
| 123                                  | Johan Jacobs (SUI)      | DNF              |
| 124                                  | Olivier Le Gac (FRA)    | 65.              |
| 125                                  | Sven Erik Bystrøm (NOR) | DNF              |
| 126                                  | Paul Penhoët (FRA)      | 86.              |
| 127                                  | Clément Russo (FRA)     | 13.              |
| Dyrektor sportowy : Frédéric Guesdon |                         |                  |

| Movistar Team MOV                    | Movistar Team MOV         | Movistar Team MOV |
| ------------------------------------ | ------------------------- | ----------------- |
| Nr                                   | Kolarz                    | Miejsce           |
| 131                                  | Carlos Canal (ESP)        | 20.               |
| 132                                  | Jon Barrenetxea (ESP)     | DNF               |
| 133                                  | Davide Cimolai (ITA)      | DNF               |
| 134                                  | Iván García Cortina (ESP) | 24.               |
| 135                                  | Orluis Aular (VEN)        | DNF               |
| 136                                  | Iván Romeo (ESP)          | DNF               |
| 137                                  | Manlio Moro (ITA)         | 95.               |
| Dyrektor sportowy : Jürgen Roelandts |                           |                   |

| Red Bull-Bora-Hansgrohe RBH | Red Bull-Bora-Hansgrohe RBH | Red Bull-Bora-Hansgrohe RBH |
| --------------------------- | --------------------------- | --------------------------- |
| Nr                          | Kolarz                      | Miejsce                     |
| 141                         | Jordi Meeus (BEL)           | 9.                          |
| 142                         | Gianni Moscon (ITA)         | DNF                         |
| 143                         | Ryan Mullen (IRL)           | DNF                         |
| 144                         | Laurence Pithie (NZL)       | 27.                         |
| 145                         | Mick van Dijke (NED)        | 76.                         |
| 146                         | Tim van Dijke (NED)         | 84.                         |
| 147                         | Danny van Poppel (NED)      | DNF                         |

| Team Jayco AlUla JAY | Team Jayco AlUla JAY   | Team Jayco AlUla JAY |
| -------------------- | ---------------------- | -------------------- |
| Nr                   | Kolarz                 | Miejsce              |
| 151                  | Michael Matthews (AUS) | 39.                  |
| 152                  | Robert Donaldson (GBR) | DNF                  |
| 153                  | Patrick Gamper (AUT)   | DNF                  |
| 154                  | Kelland O’Brien (AUS)  | DNF                  |
| 155                  | Elmar Reinders (NED)   | DNF                  |
| 156                  | Max Walscheid (GER)    | 55.                  |
| 157                  | Jasha Sütterlin (GER)  | DNF                  |

| Team Picnic-PostNL TPP | Team Picnic-PostNL TPP     | Team Picnic-PostNL TPP |
| ---------------------- | -------------------------- | ---------------------- |
| Nr                     | Kolarz                     | Miejsce                |
| 161                    | John Degenkolb (GER)       | 11.                    |
| 162                    | Alexander Edmondson (AUS)  | DNF                    |
| 163                    | Casper van Uden (NED)      | 57.                    |
| 164                    | Sean Flynn (GBR)           | 74.                    |
| 165                    | Enzo Leijnse (NED)         | DNF                    |
| 166                    | Tobias Lund Andresen (DEN) | DNF                    |
| 167                    | Niklas Märkl (GER)         | DNF                    |

| XDS Astana Team XAT | XDS Astana Team XAT      | XDS Astana Team XAT |
| ------------------- | ------------------------ | ------------------- |
| Nr                  | Kolarz                   | Miejsce             |
| 171                 | Davide Ballerini (ITA)   | 6.                  |
| 172                 | Cees Bol (NED)           | 71.                 |
| 173                 | Aaron Gate (NZL)         | 61.                 |
| 174                 | Michele Gazzoli (ITA)    | DNF                 |
| 175                 | Max Kanter (GER)         | DNF                 |
| 176                 | Jewgienij Fiodorow (KAZ) | 18.                 |
| 177                 | Mike Teunissen (NED)     | 16.                 |

| Lotto LOT | Lotto LOT                   | Lotto LOT |
| --------- | --------------------------- | --------- |
| Nr        | Kolarz                      | Miejsce   |
| 181       | Arnaud De Lie (BEL) (szosa) | DNF       |
| 182       | Jenno Berckmoes (BEL)       | 8.        |
| 183       | Sébastien Grignard (BEL)    | DNF       |
| 184       | Alec Segaert (BEL)          | 45.       |
| 185       | Arjen Livyns (BEL)          | 42.       |
| 186       | Brent Van Moer (BEL)        | 31.       |
| 187       | Joshua Giddings (GBR)       | DNF       |

| Israel-Premier Tech IPT | Israel-Premier Tech IPT   | Israel-Premier Tech IPT |
| ----------------------- | ------------------------- | ----------------------- |
| Nr                      | Kolarz                    | Miejsce                 |
| 191                     | Hugo Hofstetter (FRA)     | 5.                      |
| 193                     | Guillaume Boivin (CAN)    | DNF                     |
| 194                     | Pier-André Côté (CAN)     | DNF                     |
| 195                     | Riley Pickrell (CAN)      | 80.                     |
| 196                     | Matis Louvel (FRA)        | 17.                     |
| 197                     | Michael Schwarzmann (GER) | DNF                     |
| 198                     | Tom Van Asbroeck (BEL)    | 73.                     |

| Q36.5 Pro Cycling Team Q36 | Q36.5 Pro Cycling Team Q36  | Q36.5 Pro Cycling Team Q36 |
| -------------------------- | --------------------------- | -------------------------- |
| Nr                         | Kolarz                      | Miejsce                    |
| 201                        | Giacomo Nizzolo (ITA)       | DNF                        |
| 202                        | David González López (ESP)  | DNF                        |
| 203                        | Emīls Liepiņš (LAT) (szosa) | 63.                        |
| 204                        | Kamil Małecki (POL)         | DNF                        |
| 205                        | Nicolò Parisini (ITA)       | DNF                        |
| 206                        | Jannik Steimle (GER)        | 85.                        |
| 207                        | Rory Townsend (IRL)         | DNF                        |

| Team Flanders-Baloise TFB | Team Flanders-Baloise TFB | Team Flanders-Baloise TFB |
| ------------------------- | ------------------------- | ------------------------- |
| Nr                        | Kolarz                    | Miejsce                   |
| 211                       | Victor Vercouillie (BEL)  | DNF                       |
| 212                       | Jules Hesters (BEL)       | DNF                       |
| 213                       | Milan Lanhove (BEL)       | DNF                       |
| 214                       | Noah Vandenbranden (BEL)  | DNF                       |
| 215                       | Yentl Vandevelde (BEL)    | DNF                       |
| 216                       | Ward Vanhoof (BEL)        | 89.                       |
| 217                       | Alex Colman (BEL)         | 75.                       |

| Team TotalEnergies TEN | Team TotalEnergies TEN  | Team TotalEnergies TEN |
| ---------------------- | ----------------------- | ---------------------- |
| Nr                     | Kolarz                  | Miejsce                |
| 221                    | Anthony Turgis (FRA)    | 12.                    |
| 222                    | Sandy Dujardin (FRA)    | DNF                    |
| 223                    | Thomas Gachignard (FRA) | DNF                    |
| 224                    | Émilien Jeannière (FRA) | DNF                    |
| 225                    | Samuel Leroux (FRA)     | 62.                    |
| 226                    | Lorrenzo Manzin (FRA)   | DNF                    |
| 227                    | Alexys Brunel (FRA)     | 81.                    |

| Tudor Pro Cycling Team TUD | Tudor Pro Cycling Team TUD | Tudor Pro Cycling Team TUD |
| -------------------------- | -------------------------- | -------------------------- |
| Nr                         | Kolarz                     | Miejsce                    |
| 231                        | Matteo Trentin (ITA)       | 15.                        |
| 232                        | Marco Haller (AUT)         | 48.                        |
| 233                        | Petr Kelemen (CZE)         | DNF                        |
| 234                        | Fabian Lienhard (SUI)      | 92.                        |
| 235                        | Marius Mayrhofer (GER)     | DNF                        |
| 236                        | Arthur Kluckers (LUX)      | DNF                        |
| 237                        | Maikel Zijlaard (NED)      | DNF                        |

| Uno-X Mobility UXM | Uno-X Mobility UXM          | Uno-X Mobility UXM |
| ------------------ | --------------------------- | ------------------ |
| Nr                 | Kolarz                      | Miejsce            |
| 241                | Alexander Kristoff (NOR)    | 4.                 |
| 242                | Søren Wærenskjold (NOR)     | DNF                |
| 243                | William Blume Levy (DEN)    | DNF                |
| 244                | Rasmus Tiller (NOR)         | 54.                |
| 245                | Erik Nordsæter Resell (NOR) | 58.                |
| 246                | Anders Skaarseth (NOR)      | 69.                |
| 247                | Jonas Abrahamsen (NOR)      | 40.                |

Legenda: DNF – nie ukończył, OTL – przekroczył limit czasu, DNS – nie wystartował, DSQ – zdyskwalifikowany.

## Klasyfikacja generalna
| \| Klasyfikacja generalna \| Klasyfikacja generalna \| Klasyfikacja generalna \| Klasyfikacja generalna \| Klasyfikacja generalna \| \| Kolarz \| Kolarz \| Państwo \| Drużyna \| Czas \| \| ---------------------- \| ---------------------- \| ---------------------- \| ----------------------- \| ---------------------- \| \| 1. \| Mads Pedersen \| Dania \| Lidl-Trek \| 5h 30' 21" \| \| 2. \| Tim Merlier \| Belgia \| Soudal Quick-Step \| + 49" \| \| 3. \| Jonathan Milan \| Włochy \| Lidl-Trek \| + 49" \| \| 4. \| Alexander Kristoff \| Norwegia \| Uno-X Mobility \| + 49" \| \| 5. \| Hugo Hofstetter \| Francja \| Israel-Premier Tech \| + 49" \| \| 6. \| Davide Ballerini \| Włochy \| XDS Astana Team \| + 49" \| \| 7. \| Biniam Girmay \| Erytrea \| Intermarché-Wanty \| + 49" \| \| 8. \| Jenno Berckmoes \| Belgia \| Lotto \| + 49" \| \| 9. \| Jordi Meeus \| Belgia \| Red Bull-Bora-Hansgrohe \| + 49" \| \| 10. \| Laurenz Rex \| Belgia \| Intermarché-Wanty \| + 49" \| |                    |          |                         |            |
| |                    |          |                         |            |
| Źródło: ProCyclingStats |                    |          |                         |            |
| Klasyfikacja generalna |                    |          |                         |            |
| Kolarz | Kolarz             | Państwo  | Drużyna                 | Czas       |
| 1. | Mads Pedersen      | Dania    | Lidl-Trek               | 5h 30' 21" |
| 2. | Tim Merlier        | Belgia   | Soudal Quick-Step       | + 49"      |
| 3. | Jonathan Milan     | Włochy   | Lidl-Trek               | + 49"      |
| 4. | Alexander Kristoff | Norwegia | Uno-X Mobility          | + 49"      |
| 5. | Hugo Hofstetter    | Francja  | Israel-Premier Tech     | + 49"      |
| 6. | Davide Ballerini   | Włochy   | XDS Astana Team         | + 49"      |
| 7. | Biniam Girmay      | Erytrea  | Intermarché-Wanty       | + 49"      |
| 8. | Jenno Berckmoes    | Belgia   | Lotto                   | + 49"      |
| 9. | Jordi Meeus        | Belgia   | Red Bull-Bora-Hansgrohe | + 49"      |
| 10. | Laurenz Rex        | Belgia   | Intermarché-Wanty       | + 49"      |